# Il gatto... e il cappello matto
Il gatto... e il cappello matto (The Cat in The Hat) è un film del 2003 diretto da Bo Welch e ispirato ai libri e fumetti originali Il gatto col cappello di Dr. Seuss.
L'edizione home video è stata distribuita, semplicemente, con il titolo Il gatto.

## Trama
Conrad e Sally Walden vivono ad Anville, una città tranquilla, con la madre single Joan, che lavora in un'azienda immobiliare diretta dall'imprenditore Hank Humberfloob; su richiesta di quest'ultimo la donna deve organizzare un incontro a casa propria, che quindi dovrà essere in ordine. Proprio in quel giorno, Conrad decide di sperimentare una 'Discesa con slittino indoor' sporcando tutta la casa e infastidendo il loro cane Nevins che scappa. Lawrence "Larry" Quinn, un vicino, riporta il cane. L'uomo vorrebbe sposare Joan (e allo scopo si finge un imprenditore, mentre è povero e disoccupato) ma odia Conrad, che lo ricambia, e vorrebbe mandarlo in una accademia militare per bambini. Joan deve tornare al lavoro, così lascia i figli con la babysitter signora Kwan, raccomandandosi di non entrare nel soggiorno per lasciarlo intatto per la festa imminente.
Appena la Babysitter si addormenta, i ragazzi sentono uno strano rumore provenire dal piano di sopra. Aprono uno sgabuzzino e vedono un enorme, svitato e simpatico gatto con un buffo cappello a righe rosso e bianco. All'inizio sono un po' turbati, ma in seguito riescono ad apprezzare la compagnia del Gatto che finisce col rovinare il vestito preferito di Joan, entrare nel salotto per saltare sul divano e cucinare i pasticcini che esplodono; così il Gatto decide di ricorrere a due "Cosi" (Coso 1 e Coso 2) e insieme a loro porta una grossa cassa rossa, che non va aperta, per non mescolare il mondo reale con il suo. Puntualmente Conrad apre il lucchetto animato a forma di granchio, che si attacca al collare di Nevins. Il cane viene gettato fuori dalla finestra e scappa via, così decidono di mettere la loro Babysitter addormentata sopra la cassa e corrono per tutta la città per prendere il cane.
Nel giardino di un'amica di Sally i ragazzi recuperano il cane ma arriva Lawrence che cerca di acciuffalo. I ragazzi scappano con una macchina che si schianta contro un palo. Lawrence raggiunge Joan e cercano insieme di tornare a casa ma Coso 1 e Coso 2 si fingono agenti di polizia per fermare l'auto di Lawrence ma senza successo. Intanto a casa la babysitter è caduta dalla cassa e l'edificio si è trasformato in un mondo pazzo, che comprende anche una scogliera da cui Lawrence cade. Alla fine riescono a chiudere la cassa, ma la casa è ridotta ad un cumulo di macerie.
Il Gatto allora confessa di aver programmato tutta la giornata, e i ragazzi delusi lo cacciano ma il Gatto torna subito dopo spiegando che era tornato solo perché avevano imparato la lezione, e aggiusta la casa. In seguito a ciò, il Gatto dice addio felicemente a Conrad e Sally per poi allontanarsi prima dell'arrivo di Joan. Poco dopo arriva anche Lawrence, tutto sporco di colori collanti, che cerca di raccontare a Joan tutta la vicenda ma la donna, nel vedere la casa in perfetto ordine, non gli crede e lo caccia di casa respingendolo per sempre. Dopo la festa, Joan e i suoi bambini giocano in salotto saltando sul divano e divertendosi mentre il Gatto e i Cosi si allontanano dalla città, verso le Hawaii.

## Distribuzione

### Edizioni home video
Nell'estate 2004 il film è anche stato distribuito per l'home video in DVD.

## Accoglienza

### Incassi
il film incassò globalmente 133 960 541 dollari.

### Critica
Il film è stato stroncato dalla critica. Il sito aggregatore di recensioni Rotten Tomatoes riporta che solo il 10% delle 164 recensioni professionali ha dato un giudizio positivo sul film, con un voto medio di 3,17 su 10; il consenso critico del sito recita: "Pieno di doppi sensi e umorismo banale, questo Gatto fa fiasco." Su Metacritic il film detiene un punteggio medio di 19 su 100 basato sul parere di 37 critici. Nonostante questo la critica ha apprezzato l'interpretazione di Mike Myers.

## Riconoscimenti
- 2009 - Razzie Awards
  - Nomination Peggior attore del decennio a Mike Myers
- 2004 - Razzie Awards
  - Nomination Peggior commedia degli ultimi 25 anni
- 2003 - Razzie Awards
  - Peggior pretesto per un film attuale
  - Nomination Peggior film
  - Nomination Peggior regista a Bo Welch
  - Nomination Peggiore attore protagonista a Mike Myers
  - Nomination Peggiore attore non protagonista a Alec Baldwin
  - Nomination Peggiore attrice non protagonista a Kelly Preston
  - Nomination Peggior coppia a Mike Myers e a scelta tra la Cosa uno o la Cosa due
  - Nomination Peggior sceneggiatura a Alec Berg, David Mandel e Jeff Schaffer
- 2004 - BMI Film & TV Award
  - Miglior colonna sonora a David Newman
- 2004 - Dallas-Fort Worth Film Critics Association Award
  - Peggior film
- 2004 - Kids' Choice Awards
  - Nomination Miglior attore a Mike Myers
- 2004 - Hollywood Makeup Artist and Hair Stylist Guild Awards
  - Nomination Miglior trucco a Melanie Hughes, Amy L. Disarro e René Dashiell Kerby
  - Nomination Miglior effetto speciali col trucco a Mike Smithson, Steve Johnson e Jamie Kelman
  - Nomination Migliori acconciature a Voni Hinkle, Shari Perry e Karl Wesson
- 2003 - Stinkers Bad Movie Awards
  - Nomination Peggior attore non protagonista a Alec Baldwin
  - Nomination Peggior accento maschile a Mike Myers

## Videogioco
Dal film è stato tratto un videogioco sviluppato da Magenta Software e Digital Eclipse e pubblicato per PlayStation 2, Xbox, Windows e Game Boy Advance nel 2003 in Nord America e nel 2004 in Europa.